# Sociologie
Sociologie is de studie van de sociale relaties tussen mensen, en in het bijzonder van de politieke, culturele, religieuze en economische aspecten van menselijke samenlevingen. Daarbij staan vooral de inrichting en veranderingen daarvan, alsmede sociale problemen centraal. Belangrijke vragen zijn hoe sociale cohesie, sociale ongelijkheid en identiteit tot stand komen. De sociologie als wetenschappelijk vakgebied ontstond aan het begin van de 20e eeuw, hoewel de term zelf al in de negentiende eeuw door een aantal denkers, waaronder Auguste Comte, werd gebezigd. De huidige academische discipline wordt gekenmerkt door een theoretisch en methodologisch pluralisme en kent dus niet één juiste theorie en methode, maar is onder te verdelen in verschillende theoretische en methodologische scholen.

## Algemeen
Sociologen bestuderen mensen en hun gedrag in hun sociale omgeving, in relatie tot de heersende cultuur, de bestaande maatschappelijke structuren en aanwezige machtsstructuren. Praktisch gezien betekent dat de bestudering van het dagelijkse leven van mensen en het functioneren van mensen in hun omgeving, sociale verbanden, gezinsstructuren, religieuze verbanden, wetten, normen en waarden, rolpatronen en culturele verbanden. Afgestudeerde sociologen werken bijvoorbeeld als onderzoekers in grote bedrijven en onderzoeksinstellingen, als journalisten, als beleidsmedewerkers, en in veel andere beroepen waarin zij de sociologische denkwijze en onderzoeksmethoden toepassen.
Sociologie is een sociale wetenschap, dat wil zeggen een wetenschap die de mens in zijn relatie tot anderen bestudeert. Deze tak van wetenschap staat tegenover de natuurwetenschappen die de wetten van de dode en de levende materie onderzoeken. Sociologie is verwant aan wetenschappelijke disciplines als geschiedenis, aardrijkskunde, politicologie, vergelijkende cultuurwetenschappen, psychologie, filosofie, economie, antropologie, criminologie en demografie. Sociologie is een theoretisch-empirische wetenschap, die theorievorming combineert met empirische studies en experimenten. Zowel op vlak van theorie als op vlak van methodologie wordt ze echter gekenmerkt door een pluralisme, dat wil zeggen: een veelvoud van theoretische benaderingen en methodologische insteken die naast elkaar gebruikt worden.

### Theoretisch pluralisme
Binnen de sociologie zijn er verscheidene theoretische denkrichtingen ('scholen'), sommige met een grote aanhang, andere met een aanhang van enkelingen. Deze diversiteit van theorieën kenmerkt de sociologie al vanaf het begin.
Een eerste twistpunt tussen verschillende scholen betreft de vraag of het individu de maatschappelijke structuren vormgeeft of dat het juist de maatschappelijke structuren zijn die het doen en laten van het individu bepalen. Dit staat bekend als de tegenstelling tussen handelingsvermogen (agency) en structuur (structure). Max Weber bijvoorbeeld, een van de grondleggers van de sociologie, legt in zijn werk de nadruk op individuen en de achterliggende intenties van hun gedrag. Slechts vanuit de observatie van het individu kan men de bestaande sociale relaties begrijpen. Onder de noemer van deze zogeheten interpretatieve sociologie kan men ook stromingen als de fenomenologische sociologie, de etnomethodologie en het symbolisch interactionisme plaatsen.
Daartegenover staat Émile Durkheim, een andere grondlegger van de sociologie, die stelt dat de socioloog moet uitgaan van sociale feiten die het individu overstijgen. Deze sociale feiten hebben een dwingend karakter en gaan aan het individu vooraf. Wil men het gedrag van individuen verklaren, dan moet men met andere woorden kijken naar de aanwezige sociale feiten en structuren, en hoe deze het gedrag van het individu sturen. Binnen deze denkrichting vallen tevens het (structureel) functionalisme, de systeemtheorieën van Talcott Parsons en Niklas Luhmann, en het structuralisme.
Een tweede breuklijn is die tussen sociologen die sociale cohesie en sociale orde benadrukken (harmoniemodel), en sociologen die juist maatschappelijke conflicten centraal stellen (conflictmodel). Tot de eerste groep behoren sociologen als Durkheim en Parsons, die de rol van gedeelde normen en waarden en een collectief bewustzijn benadrukken, bij het verklaren van de sociale orde. Daar tegenover staan de aanhangers van de conflictsociologie die zich laten inspireren door Karl Marx. Deze auteurs benadrukken de rol van asymmetrische (onevenwichtige) machtsrelaties binnen de maatschappij: hoe de sociale orde een product is van sociale reproductie (doorgeven van generatie op generatie) van die machtsrelaties en hoe er steeds conflicten ontstaan tussen de verschillende groepen binnen die samenleving. Dit conflictmodel kan worden toegepast op de verschillende economische klassen, zoals gebeurt bij Marx, Ralf Dahrendorf of de Frankfurter Schule, maar ook op maatschappelijke strijdvelden als racisme of vrouwenemancipatie waar auteurs als Stuart Hall of Judith Butler over publiceren. Ook postmoderne sociologen, als Zygmunt Bauman en Jean Baudrillard, gaan uit van dit conflictmodel.
De laatste decennia zijn er pogingen gedaan om deze breuklijnen te overbruggen, en theorieën te ontwikkelen waarin zowel agency (individueel handelen) als structure (maatschappelijke omgeving), en consensus (harmonie) naast conflict, een plaats krijgen. Dit geldt bijvoorbeeld voor Pierre Bourdieu, voor de structuratietheorie van Anthony Giddens, voor de theorie van het communicatieve handelen van Jürgen Habermas en voor de actor-netwerktheorie van Bruno Latour. Vaak wordt erop gewezen dat agency en structure elkaar in zekere zin veronderstellen, dan wel dat de begrippen zelf problematisch zijn en opnieuw tegen het licht gehouden moeten worden.

### Methodologisch pluralisme
Behalve de theoretische diversiteit is er binnen de sociologie ook sprake van verschillende methodologieën, samengevat in twee hoofdgroepen: kwalitatief en kwantitatief onderzoek. Aanhangers van kwantitatief onderzoek suggereren dat hun methodologie wetenschappelijker zou zijn dan kwalitatief onderzoek. Deze framing van het methodologisch landschap is van recente datum, oorspronkelijk stonden deze methodes naast elkaar. Andere auteurs benadrukken de gelijkenissen tussen beide benaderingen, en nog steeds wordt er op basis van een gerichte onderzoeksvraag een methodologie gekozen.
Kwantitatief onderzoek maakt vooral gebruik van statistiek. De sociologische statistiek gebruikt grote databases, zoals Eurobarometer of PISA, om sociologisch-wetenschappelijke hypothesen te testen. Deze gegevensbanken bevatten de resultaten van grootschalige steekproeven die een uitgebreide reeks variabelen meten. Via statistiek kan men dan onderzoeken of er bepaalde significante verbanden bestaan tussen bepaalde variabelen, bijvoorbeeld via een regressie-analyse. Er moet steeds theoretisch beargumenteerd worden waarom een bepaalde steekproef van de databank geschikt is voor het onderzoek en of men best een longitudinale of dwarsdoorsnede-studie maakt. Ook datareductie, het reduceren van een grote hoeveelheid gegevens tot een kleiner aantal kernvariabelen, wordt veel toegepast, bijvoorbeeld in de hoofdcomponentenanalyse, redundantieanalyse, correspondentieanalyse en de factoranalyse. Tegenwoordig zijn er computerprogramma's die veel van het rekenwerk overnemen, zoals SPSS, SAS of CANOCO.
Problemen die zich voordoen bij kwantitatief onderzoek zijn zaken als non-respons, ruis, statistische fouten of een bepaalde gekleurde selectie van respondenten (selection bias). Zulke problemen zijn gelinkt met de vraag in welke mate de steekproef die men heeft genomen wel echt representatief is voor de populatie waarover men uitspraken wil doen. Verbonden daarmee kan men ook steeds de vraag stellen of wel alle relevante variabelen opgenomen zijn. Daarnaast zijn er meer fundamentele bezwaren, zoals de vraag in hoeverre men alle relevante data kan omzetten in kwantitatieve data (waar men een getal op kan plakken).
Meer kwalitatief gerichte methodes zijn onder meer diepte-interviews, focusgroepen of participerende observatie. De kwalitatieve steekproef gebeurt op veel kleinere schaal, maar elke respondent binnen de steekproef zal wel tot in groter detail worden onderzocht. Men krijgt met andere woorden méér informatie over een kleiner aantal cases. Vaak is kwalitatief onderzoek sterker verbonden met een achterliggende theoretische benadering. Voorbeelden hiervan zijn gefundeerde theorie, etnografie, analytische inductie, narratologie, fenomenologie, sociaal constructivisme, systematische kwalitatieve vergelijkende analyse of actor-netwerktheorie.
Kwalitatief sociologisch onderzoek heeft zijn eigen methodologische vraagstukken. Zo dringt zich hier nog sterker de vraag op of de steekproef wel representatief is: de vraag of men de resultaten van de steekproef kan veralgemenen. Kwantitatief onderzoek selecteert zijn respondenten op willekeurige basis, waardoor het op basis van de wetten van de kansverdeling representatief is. Binnen kwalitatief onderzoek is de steekproef te klein om statistisch representatief te zijn. Om dit bezwaar te verhelpen kan de sociologische onderzoeker kiezen voor een theoretisch gefundeerde steekproef, waar men de respondenten weliswaar actief selecteert, maar op theoretisch verantwoorde gronden. Bovendien zijn er technieken om kleuring van respondentselectie tegen te gaan, zoals random walk. Vervolgens is er het probleem van de interpretatie van kwalitatieve data, die uiteenlopender en minder duidelijk zijn dan kwantitatieve data. Kwalitatief onderzoek is (net als kwantitatief onderzoek) wetenschappelijk, als de interpretatie door de aanvankelijke onderzoeker van de data gereproduceerd kan worden door andere onderzoekers. Een correcte interpretatie door de aanvankelijke onderzoeker zorgt ervoor dat latere onderzoekers, die dezelfde data onderzoeken, tot dezelfde conclusie zouden moeten komen. Om aan deze vraagstukken tegemoet te komen bestaat er voor kwalitatief onderzoek assisterende software, zoals Tosmana (voor qualitative comparative analysis - QCA), en NVivo (om teksten te coderen).
Aangaande de methodologie zijn er verzoeningspogingen gedaan en er zijn genoeg onderzoekers die beide methodologische insteken combineren. Vaak wordt dit samengevat onder de noemer van mixed methods research. Men probeert dan de zwaktes van beide insteken te compenseren door zowel representativiteit alsook diepgang en begrip van de context na te streven.

## Geschiedenis
De geschiedenis van de sociologie als academische discipline gaat terug tot in de 19e eeuw. Er zijn echter al veel langer denkers die zich met gelijkaardige onderwerpen hebben beziggehouden. Ook de term 'sociologie' is al ouder dan de discipline zelf en gaat terug tot de Verlichting, waarin na de Franse Revolutie de sociologie werd voorgesteld als een positivistische wetenschap van de maatschappij. Haar ontstaansgeschiedenis is beïnvloed door verschillende stromingen in de wetenschapsfilosofie en de epistemologie. De sociale analyse in een bredere zin heeft echter zijn oorsprong in de sociale filosofie, en is dan ook van veel vroegere datum. De moderne academische sociologie is ontstaan als een reactie op modernisering, kapitalisme, verstedelijking, rationalisatie en secularisering; meer specifiek de opkomst van de moderne natiestaat, zijn sociale instituties, het proces van socialisatie, en de middelen van toezicht. De focus op het concept van de modernisering, in plaats van de Verlichting, onderscheidt het sociologische discours van dat van de klassieke politieke filosofie.

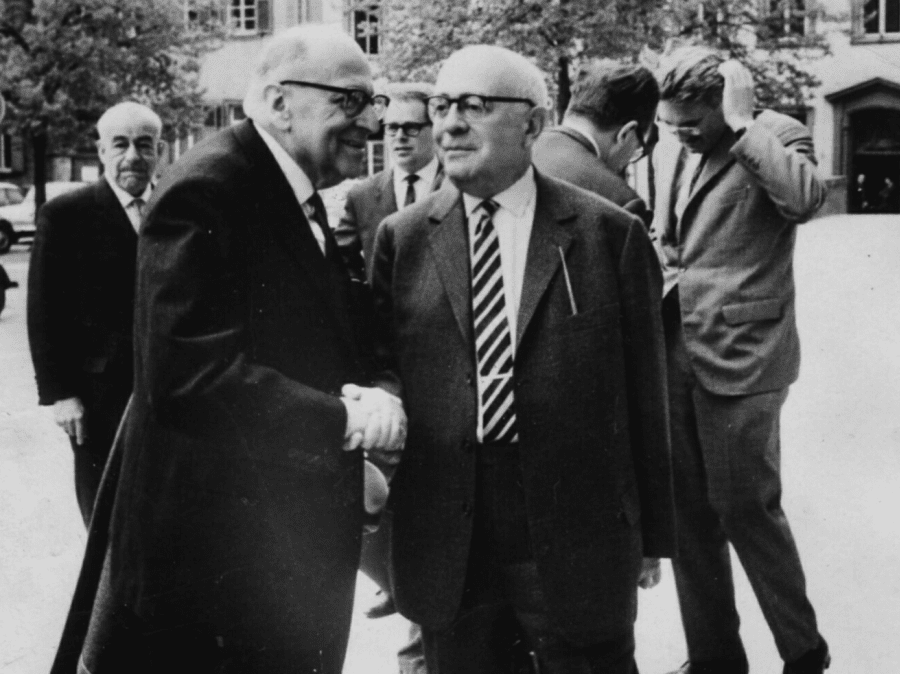
Theodor Adorno, Max Horkheimer en Jürgen Habermas in 1965 in Heidelberg

Binnen een relatief korte tijdsperiode is de discipline sterk uitgebreid en gediversifieerd, zowel thematisch als methodologisch, met name als gevolg van de vele reacties tegen empirisme. Een van de historische sleutelproblemen van de sociologie is het debat over de relatie tussen structuur en handelen, in het Engels structure and agency. Hedendaagse sociale theorie is er meer naar geneigd te pogen om deze dilemma's met elkaar te verzoenen. Met de komst van het postmodernisme is er een toename van zeer geabstraheerde theorieën gezien, en daarnaast zijn nieuwe kwantitatieve methoden voor gegevensverzameling naar voren gekomen, die dienst kunnen doen als gemeenschappelijke instrumenten voor overheden, bedrijven en organisaties.
Sociaal-wetenschappelijk onderzoek is voortgekomen uit de sociologie maar heeft inmiddels een zekere mate van autonomie verworven, daar beoefenaars van andere disciplines zich daar ook in verdiepen. Het begrip sociale wetenschappen is opgekomen als overkoepelende term voor de verschillende disciplines, die de maatschappij of de menselijke cultuur bestuderen.

## Sociologische stromingen
- Symbolisch interactionisme
- Etnomethodologie
- Structureel functionalisme
- Radicale sociologie
- Conflictsociologie
- Interpretatieve sociologie
- Fenomenologische sociologie
- Figuratiesociologie
- Verklarende sociologie
- Actor-netwerktheorie

## Deeldisciplines
- Arbeidssociologie
- Beleidssociologie
- Cultuursociologie
- Economische sociologie
- Godsdienstsociologie
- Gezinssociologie
- Historische sociologie
- Kennissociologie
- Kunstsociologie
- Medische sociologie
- Milieusociologie
- Militaire sociologie
- Niet-westerse sociologie
- Ontwikkelingssociologie
- Onderwijssociologie
- Politieke sociologie
- Rechtssociologie
- Rurale sociologie
- Sociobiologie
- Sociometrie
- Sociale filosofie
- Sociale geografie
- Sociale psychologie
- Sociale ruimte sociologie
- Sportsociologie
- Taalsociologie
- Urbane sociologie
- Verzorgingssociologie
- Wetenschapssociologie
- Wiskundige sociologie

## Sociologie in Nederland en Vlaanderen

### Studiemogelijkheden
Vlaanderen
- Universiteit Antwerpen
- Katholieke Universiteit Leuven
- Universiteit Gent
- Vrije Universiteit Brussel
- Universiteit Hasselt

Nederland
- Universiteit Utrecht
- Erasmus Universiteit Rotterdam
- Radboud Universiteit
- Rijksuniversiteit Groningen
- Universiteit van Amsterdam[5]
- Tilburg University
- Vrije Universiteit Amsterdam

### Tijdschriften en verenigingen
Tijdschriften
- SocioSite (1996-heden)
- Amsterdams Sociologisch Tijdschrift (1974-2004)
- Mens en Maatschappij (1925-)
- Sociologie (tijdschrift) (2005-)[6]
- Sociologische Gids (1953-2004)
- Tijdschrift voor Sociologie (1980-)
- Tijdschrift voor Arbeidsvraagstukken
- Tijdschrift voor Beleid, Politiek en Maatschappij
- Sociologie Magazine

Verenigingen
- Nederlandse Sociologische Vereniging (NSV)
- (Vlaamse) Vereniging voor Sociologie (VVS)